# Kaká
Kaká, pseudonimo di Ricardo Izecson dos Santos Leite (Gama, 22 aprile 1982), è un ex calciatore brasiliano con cittadinanza italiana, di ruolo centrocampista o attaccante.
Cresciuto nel San Paolo, con il quale ha vinto un torneo Rio-San Paolo e un Supercampionato Paulista, nel 2003 si è trasferito al Milan, dove in sei stagioni ha vinto un campionato italiano, due Supercoppe UEFA, una Supercoppa italiana, una UEFA Champions League e una Coppa del mondo per club. Dal 2009 al 2013 ha vestito la maglia del Real Madrid, vincendo una Coppa di Spagna, un campionato spagnolo e una Supercoppa di Spagna. Successivamente ha fatto ritorno prima al Milan e poi al San Paolo, mentre dal 2015 al 2017 ha militato nell'Orlando City.
Con la nazionale brasiliana ha partecipato a tre Mondiali (2002, 2006 e 2010), vincendo quello del 2002, e a due FIFA Confederations Cup (2005 e del 2009), vincendole entrambe.
Annoverato tra i giocatori più forti della propria generazione, nel 2007 ha vinto il Pallone d'oro, ambito premio istituito da France Football, e il FIFA World Player of the Year.

## Biografia

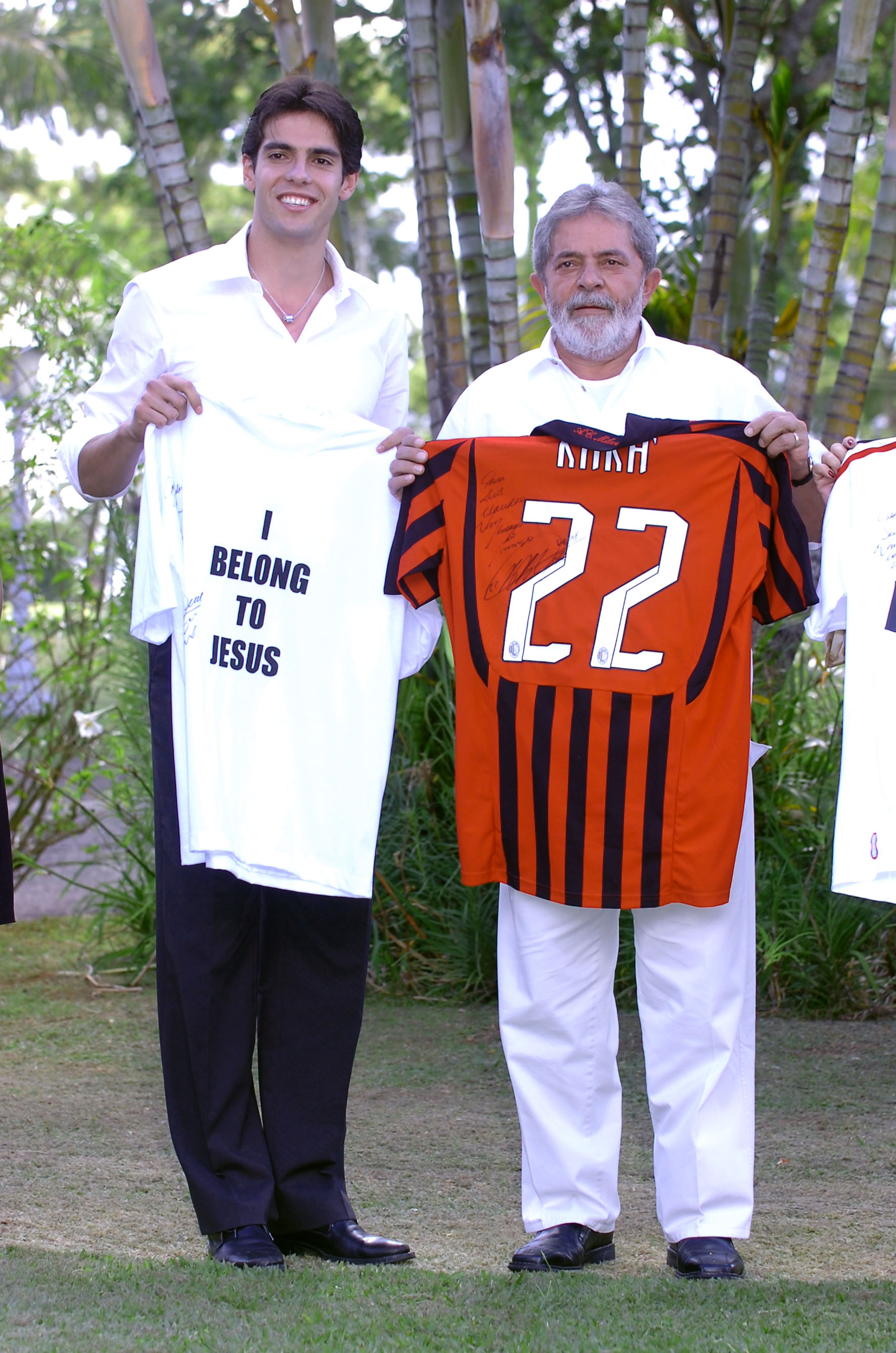
Kaká con il presidente brasiliano Lula nel 2007.

Figlio di un ingegnere, Bosco Izecson Pereira Leite, e di una insegnante di matematica, Simone Cristina dos Santos Leite, Kaká ha un fratello più giovane, Rodrigo, anch'egli ex calciatore con lo pseudonimo di Digão. Lo pseudonimo Kaká nacque proprio grazie al fratello, il quale da piccolo non riusciva a pronunciare il nome "Ricardo" e lo storpiava in "Cacá",; Ricardo decise quindi di adottare tale soprannome come pseudonimo, scrivendolo però con le "k" al posto delle "c".
Il 23 dicembre 2005, a San Paolo, Kaká ha sposato la cantante Caroline Celico, allora diciottenne, dopo tre anni di fidanzamento. Con la moglie, nel 2010, ha inciso una canzone da inserire nel primo disco della moglie dal titolo Presente de Deus (in italiano Regalo di Dio), il cui testo è stato scritto dal calciatore in occasione del loro matrimonio. Dal 2007, grazie alle origini italiane della moglie, Kaká è anche cittadino italiano.
La coppia ha avuto due figli: Luca Celico Leite, nato il 10 giugno 2008, e Isabella, nata all'ospedale "Albert Einstein" di San Paolo il 23 aprile 2011. Nel novembre 2014 hanno annunciato la propria separazione, per poi riappacificarsi a fine dicembre. Nell'agosto 2015 Caroline ha tuttavia annunciato la notizia della separazione definitiva. Il 17 novembre 2019 si è sposato con rito civile in seconde nozze con la modella Carol Dias. La coppia ha avuto due figlie: Esther, nata l'8 ottobre 2020, e Sarah, nata il 13 febbraio 2023.
In un'intervista per la televisione brasiliana O Globo, Kaká ha manifestato la volontà di diventare pastore evangelico, praticando da anni la fede cristiana. Noto anche per il suo impegno umanitario, nel novembre 2004 è diventato il più giovane ambasciatore del programma alimentare mondiale dell'ONU. Nel 2008 e nel 2009 è stato annoverato tra le persone più influenti al mondo dal settimanale TIME.
In occasione del Mondiale del 2022 è uno degli opinionisti di beIN Sports.
Nel 2024 diventa testimonial di Qatar Airways nello spot per la Champions League.

## Caratteristiche tecniche
Dotato di ottima tecnica e visione di gioco, aveva tra i suoi punti di forza la progressione palla al piede, che lo rendeva un eccellente contropiedista, e l'abilità nel dribbling e nel tiro dalla distanza. Giocatore completo, abile con entrambi i piedi, poteva giocare con profitto, oltre che nel ruolo a lui più congeniale di trequartista, anche come seconda punta o saltuariamente come esterno di centrocampo. In possesso di ottimo senso del gol, era anche un abile rigorista e uomo-assist.

## Carriera

### Club

#### San Paolo
Kaká ha iniziato a giocare nel settore giovanile del San Paolo, dove lo hanno fatto allenare per irrobustirne il fisico che, gracile come era inizialmente, avrebbe potuto condizionare negativamente il giocatore e non fargli esprimere tutto il suo talento. Nell'ottobre 2000 è stato vittima di un incidente che ha rischiato di troncare bruscamente la sua carriera, sbattendo violentemente la testa sul fondo di una piscina e procurandosi per tale motivo la frattura della sesta vertebra; solo per una circostanza fortunata ha scampato la paralisi. Kaká ha sempre creduto di essere stato graziato da Dio in tale circostanza, e per questo è nata la sua esultanza con le braccia tese al cielo e gli occhi rivolti verso l'alto.
Ha debuttato in prima squadra il 1º febbraio 2001, a 18 anni, contro il Botafogo nella terza gara del Torneo Rio-San Paolo. Tre giorni più tardi ha segnato la prima rete con la maglia del Tricolor contro il Santos, partita valida per il Campionato Paulista. Il 7 marzo 2001, in San Paolo-Botafogo 2-1, finale del Torneo Rio-San Paolo, ha segnato una doppietta che ha consentito ai paulisti di vincere il trofeo per la prima volta nella loro storia. Nei primi mesi da professionista al San Paolo usava lo pseudonimo Cacá, successivamente divenuto Kaká. Sempre nel 2001 ha giocato il suo primo campionato nazionale, totalizzando 27 partite e 12 gol, uno in meno del miglior marcatore del San Paolo, França, ed è stato inserito nella lista dei migliori 100 giovani calciatori stilata da Don Balón.
Nell'anno successivo ha disputato un altro torneo Rio-San Paolo (7 reti e sconfitta in finale contro il Corinthians) e il campionato nazionale (22 partite, 9 gol). Nel 2003 ha disputato il Campionato Paulista (7 presenze e 5 reti) e ha collezionato 10 partite e 2 gol nel campionato nazionale. In tutto con il San Paolo ha giocato 131 partite e segnato 48 gol.

#### Milan

Kaká, alla stagione d'esordio con il Milan, esulta dopo il suo gol nella trasferta di del campionato 2003-2004.

Nell'estate 2003 è stato acquistato dal Milan per 8,5 milioni di euro su segnalazione di Leonardo. Pochi giorni dopo i rossoneri hanno vinto la Supercoppa europea contro il Porto. Ha esordito in Serie A nella stagione 2003-2004 con la maglia numero 22, nella partita Ancona-Milan 0-2 del 1º settembre 2003. L'esordio nelle competizioni UEFA per club è avvenuto, invece, il 16 settembre, nella partita di UEFA Champions League contro l'Ajax a San Siro. Il 5 ottobre 2003 ha segnato nel derby il suo primo gol in maglia rossonera, siglando la rete del 2-0. Nel suo primo anno in Italia si è rivelato l'asso nella manica della compagine rossonera, segnando 10 reti in campionato e contribuendo alla vittoria dello scudetto, e 4 in UEFA Champions League, dove il Milan è uscito ai quarti di finale contro il Deportivo La Coruña.

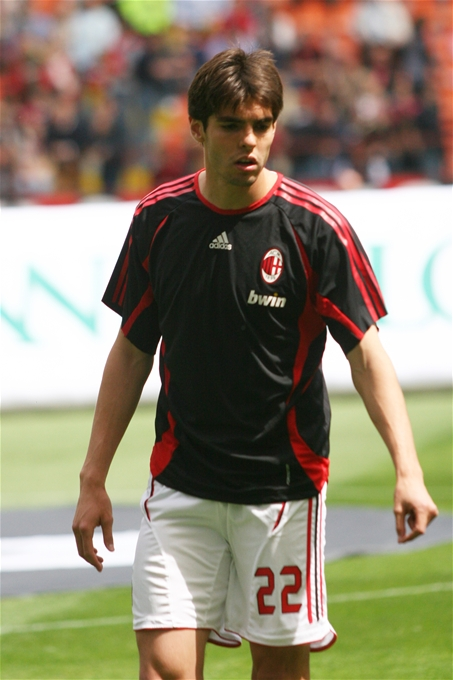
Kaká durante il riscaldamento prima della partita di campionato Milan- del 6 maggio 2007.

Nella stagione seguente, dopo la vittoria in agosto della Supercoppa Italiana, ha messo a segno 7 reti in campionato e 2 in UEFA Champions League, realizzando uno dei cinque rigori calciati dal Milan nella finale di Istanbul persa contro il Liverpool e servendo anche un assist.
Nella stagione 2005-2006 si è confermato uno dei talenti più limpidi del calcio mondiale. In occasione della partita di esordio dei rossoneri in UEFA Champions League, Milan-Fenerbahçe (3-1) del 13 settembre 2005, ha realizzato un gol pregevole, segnato dopo aver vinto un contrasto e superato in velocità tre avversari prima di infilare il portiere con un rasoterra da distanza ravvicinata.
Nella stagione 2006-2007 Kaká ha continuato a fornire prestazioni positive. Il 2 novembre 2006 ha realizzato la sua seconda tripletta in maglia rossonera (dopo quella al Chievo dell'anno precedente e prima in UEFA Champions League), nella vittoria casalinga per 4-1 contro l'Anderlecht. Spettacolare è stata soprattutto la terza rete, con un tiro scoccato da circa 25 metri a girare sotto l'incrocio. Nelle ultime due partite dell'anno ha realizzato una doppietta nel 3-0 del Milan contro il Catania a San Siro e un gol su rigore nel 3-0 dei rossoneri sul campo dell'Udinese.
Nella UEFA Champions League 2006-2007 Kaká ha segnato gol importanti: negli ottavi di finale è stato decisivo per la qualificazione del Milan, realizzando nei tempi supplementari della partita di ritorno a San Siro il gol del definitivo 1-0 contro il Celtic dopo lo 0-0 dell'andata a Glasgow; nei quarti di finale di andata contro il Bayern Monaco ha trasformato un calcio di rigore (2-2 il risultato finale); nella semifinale di andata contro il Manchester Utd all'Old Trafford ha segnato una doppietta (3-2 per gli inglesi il risultato finale) e nella gara di ritorno ha realizzato il primo gol nella vittoria per 3-0 dei rossoneri, che ha ribaltato la sconfitta dell'andata consentendo al Milan di approdare in finale. Il 23 maggio 2007, vincendo la finale di Atene contro il Liverpool, Kaká si è aggiudicato la UEFA Champions League. Pur non avendo offerto la sua migliore prestazione migliore nel torneo, è stato lui a guadagnare la punizione battuta da Andrea Pirlo sulla quale Filippo Inzaghi ha segnato il gol dell'1-0 ed è stato ancora lui a fornire allo stesso Inzaghi l'assist per il provvisorio 2-0. Alla fine del torneo il brasiliano è risultato capocannoniere stagionale della UEFA Champions League con 10 gol.
Nel giugno 2007 si è operato per eliminare miopia e astigmatismo; in precedenza giocava con le lenti a contatto, avendo due decimi in meno per occhio.

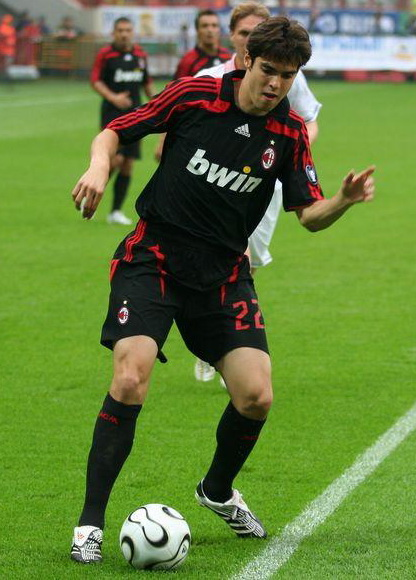
Kaká in azione contro il PSV Eindhoven durante la Railways Cup del 2007.

Al debutto nel campionato 2007-2008, sul campo del Genoa, ha realizzato una doppietta contribuendo al 3-0 rossonero; cinque giorni più tardi, in occasione della finale di Supercoppa Europea contro il Siviglia, sigla il definitivo 3-1 per poi dedicarlo alla memoria di Antonio Puerta (calciatore della squadra andalusa appena deceduto). Nel dicembre successivo viene insignito del Pallone d'oro e del FIFA World Player, aggiudicandosi inoltre la Coppa del mondo per club in cui segna una rete nella finale contro il Boca Juniors.

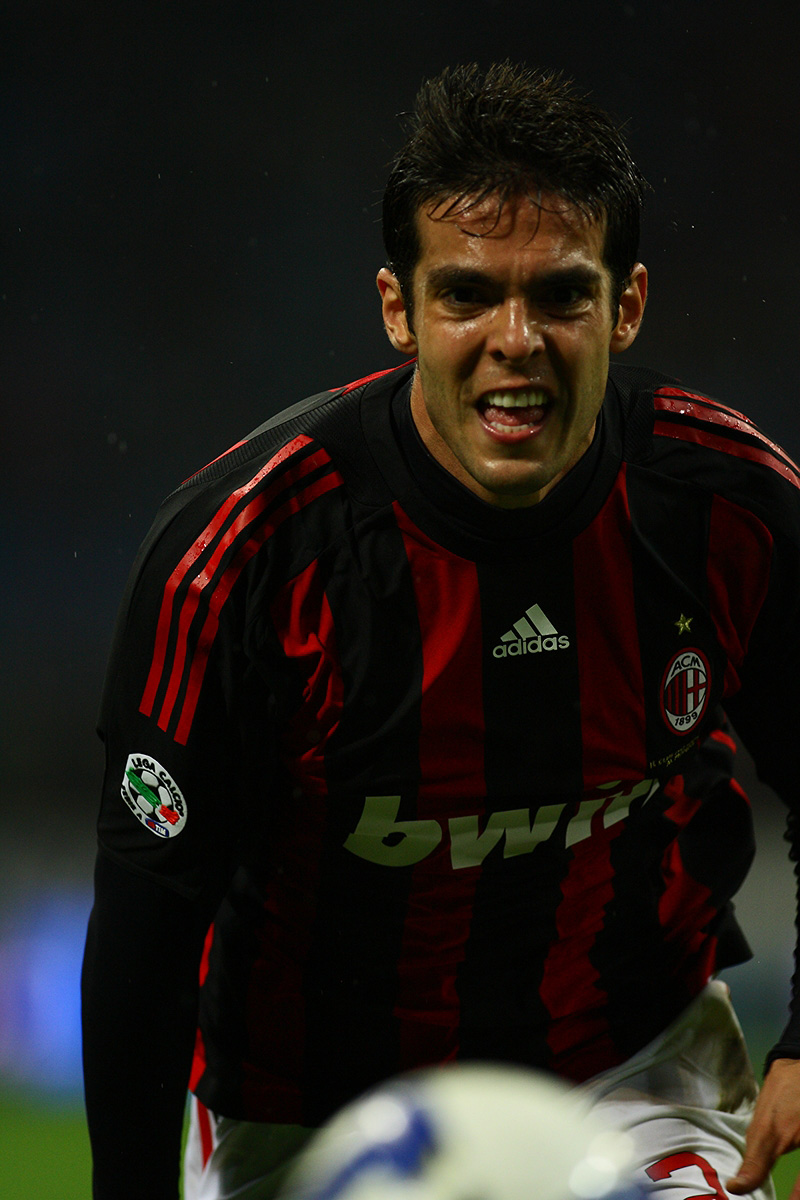
Kaká durante la partita di campionato Milan- del 19 aprile 2009.

Nel febbraio 2008 rinnova il proprio contratto con la società milanese, portandone la scadenza al 2013. Il 20 aprile 2008 ha segnato la sua seconda tripletta in campionato, terza con il Milan, contribuendo al 5-1 finale contro la Reggina, realizzando due rigori e un gol con un tiro di piatto all'interno dell'area da posizione decentrata. Il 4 maggio 2008, segnando la seconda rete rossonera nel derby contro l'Inter, ha realizzato il suo 19º gol stagionale, eguagliando il proprio primato di marcature ottenuto nella stagione 2005-2006. Al termine della stagione, il 23 maggio 2008, si è operato al menisco del ginocchio sinistro per risolvere un problema che lo aveva costretto a saltare alcune gare con i rossoneri. Nel corso del 2008, inoltre, Kaká è stato inserito nella classifica delle "cento persone più influenti del 2008" stilata dalla rivista Time, nella categoria "Eroi e pionieri".
Nel gennaio 2009 il Manchester City ha avanzato un'offerta tra i 100 e 120 milioni di euro per l'acquisto del brasiliano, che è stata presa in considerazione dalla società rossonera, fatto che ha suscitato le proteste dei tifosi milanisti. Il 19 gennaio 2009, quando il passaggio di Kaká al club inglese sembrava già definito, il giocatore ha rifiutato l'offerta per rimanere in rossonero. Con il gol alla Fiorentina durante l'ultima giornata del campionato 2008-2009, ha messo a segno la sedicesima marcatura stagionale in Serie A e ha superato così il record personale dell'anno precedente (15 reti).

#### Real Madrid
Nella notte tra l'8 e il 9 giugno 2009 è stato annunciato ufficialmente l'acquisto di Kaká da parte del Real Madrid per 67,2 milioni di euro (dei quali 64,5 al Milan e 2,7 al San Paolo per diritti di formazione). Il giocatore brasiliano ha firmato un contratto di 6 anni col club spagnolo, guadagnando 9 milioni di euro netti a stagione. È stato presentato allo stadio Santiago Bernabéu nella serata del 30 giugno 2009 e ha scelto di indossare la maglia numero 8, già utilizzata ai tempi del San Paolo.

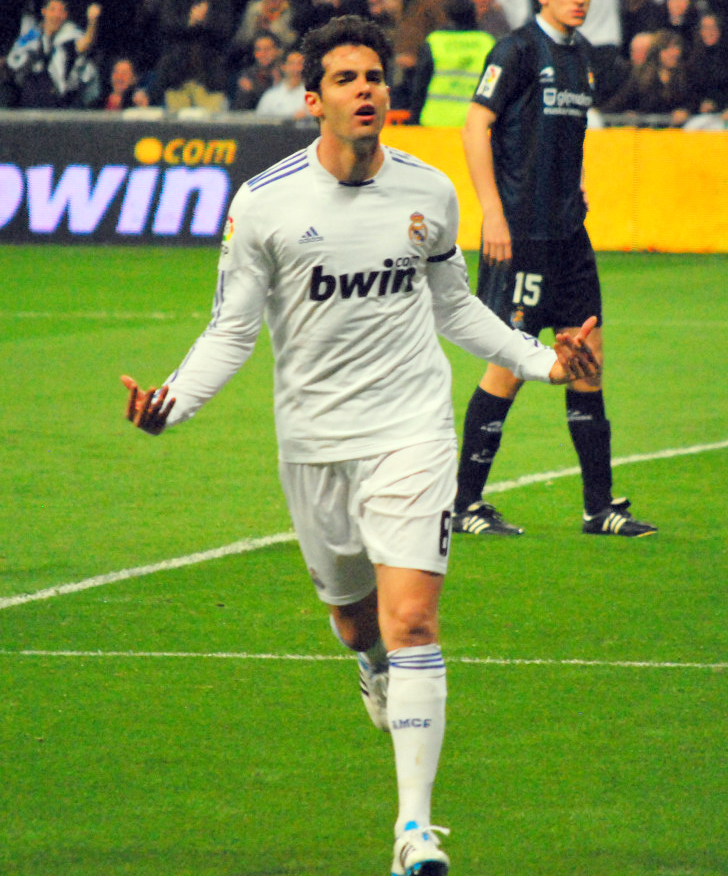
Esultanza di Kaká dopo aver segnato un gol alla il 6 febbraio 2011.

Ha esordito con i Blancos il 29 agosto 2009 in Real Madrid-Deportivo La Coruña 3-2, anticipo della prima giornata della Liga 2009-2010. Il 23 settembre 2009 ha segnato la sua prima rete con il Real Madrid, realizzando il calcio di rigore del definitivo 2-0 contro il Villarreal e il 21 febbraio 2010, sempre contro il Villarreal, ha realizzato la sua prima doppietta con i Blancos. Durante la stagione le presenze in campo e il rendimento di Kaká sono stati condizionati da una pubalgia, a causa della quale il giocatore si è dovuto sottoporre a specifiche cure mediche e svolgere un apposito lavoro di potenziamento fisico. Al termine della sua prima stagione in Spagna, il Real Madrid si è classificato al secondo posto nella Liga, alle spalle del Barcellona.
Il 5 agosto 2010 il Real Madrid ha annunciato che Kaká si era sottoposto ad un intervento al ginocchio sinistro per curare una lesione al menisco e che quindi sarebbe dovuto stare fermo per 4 mesi. Il giocatore brasiliano è tornato in campo il 3 gennaio 2011, a 240 giorni di distanza dall'ultima partita disputata con i Real Madrid, in occasione della gara di campionato esterna contro il Getafe, partita nella quale è subentrato a Benzema a 20 minuti dalla fine. Il 9 gennaio 2011, nella successiva gara di campionato contro il Villarreal, Kaká è tornato al gol con la maglia dei “Blancos” dopo 11 mesi dalla marcatura precedente, realizzando su assist di Cristiano Ronaldo la propria prima rete stagionale che ha fissato il punteggio finale sul 4-2 in favore del Real Madrid. Ha terminato la stagione 2010-2011 con 14 presenze e 7 gol nella Liga, conclusa ancora al secondo posto alle spalle del Barcellona, e vincendo la Coppa del Re dopo aver battuto in finale proprio i catalani.

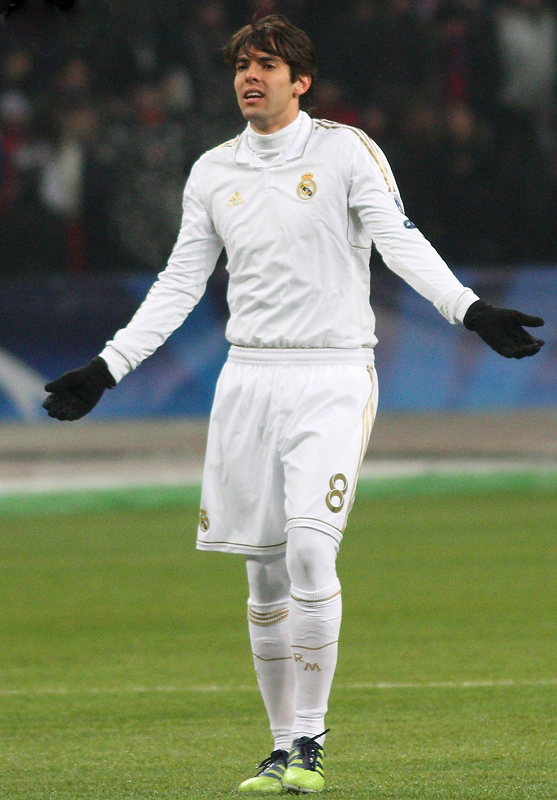
Kaká durante una gara di UEFA Champions League nel 2012.

Nella stagione successiva Kaká ha continuato a trovare poco spazio tra i titolari, ma nella Liga è riuscito comunque a collezionare 27 presenze e 5 gol, contribuendo alla conquista del titolo da parte del Real. In Champions League, invece, Kaká ha disputato 8 gare segnando 3 gol; il Real si è fermato alle semifinali contro il Bayern Monaco, dove è stata sconfitta per 3-1 ai rigori con Cristiano Ronaldo, lo stesso Kaká e Sergio Ramos che hanno sbagliato il proprio tiro dal dischetto.
Nell'annata 2012-2013 ha giocato complessivamente 27 partite, andando in gol in 5 occasioni. Nel Real Madrid ha disputato complessivamente 120 partite, andando a segno 29 volte.

#### Ritorno al Milan
Nella notte tra il 1º e il 2 settembre 2013 l'amministratore delegato del Milan Adriano Galliani, volato a Madrid, dopo aver trovato l'accordo con i Blancos, è riuscito ad accordarsi anche con Kaká per riportarlo al Milan a titolo definitivo, firmando un contratto biennale fino al 30 giugno 2015. Kaká ha scelto di riprendere la maglia numero 22 che aveva nella precedente esperienza milanista ed è stato nominato vice capitano della squadra, alle spalle di Riccardo Montolivo.
È tornato in campo con la casacca rossonera il 14 settembre seguente, in occasione della gara in trasferta all'Olimpico contro il Torino, pareggiata per 2-2. Dopo la partita gli è stata riscontrata una lesione all'adduttore sinistro, a seguito della quale il giocatore ha deciso di rinunciare allo stipendio per tutto il periodo in cui è stato indisponibile. Il 30 ottobre 2013, nel corso della partita casalinga valevole per la 10ª giornata di campionato e pareggiata per 1-1 contro la Lazio, ha segnato il suo primo gol stagionale, mentre il 23 novembre seguente durante la partita contro il Genoa, data la squalifica di Montolivo, ha indossato per la prima volta la fascia di capitano del Milan. Il 6 gennaio 2014 Kaká ha raggiunto quota 100 gol con la maglia del Milan grazie alla prima delle due reti realizzate nella vittoria a San Siro per 3-0 contro l'Atalanta, il decimo rossonero a superare tale traguardo. Il 29 marzo 2014, a San Siro contro il Chievo, ha disputato la trecentesima partita rossonera: schierato come capitano ha segnato una doppietta (l'undicesima in Serie A) nella vittoria per 3-0. Ha concluso la stagione 2013-2014 con 37 presenze e 9 reti, secondo miglior marcatore stagionale dei rossoneri alle spalle di Balotelli.
Il 30 giugno 2014 ha rescisso consensualmente il contratto con il Milan dopo 307 partite e 104 gol in maglia rossonera, piazzandosi nono nella classifica dei migliori marcatori del Milan e ventisettesimo nella classifica di presenze con la squadra milanese.

#### Ritorno in prestito al San Paolo e Orlando City

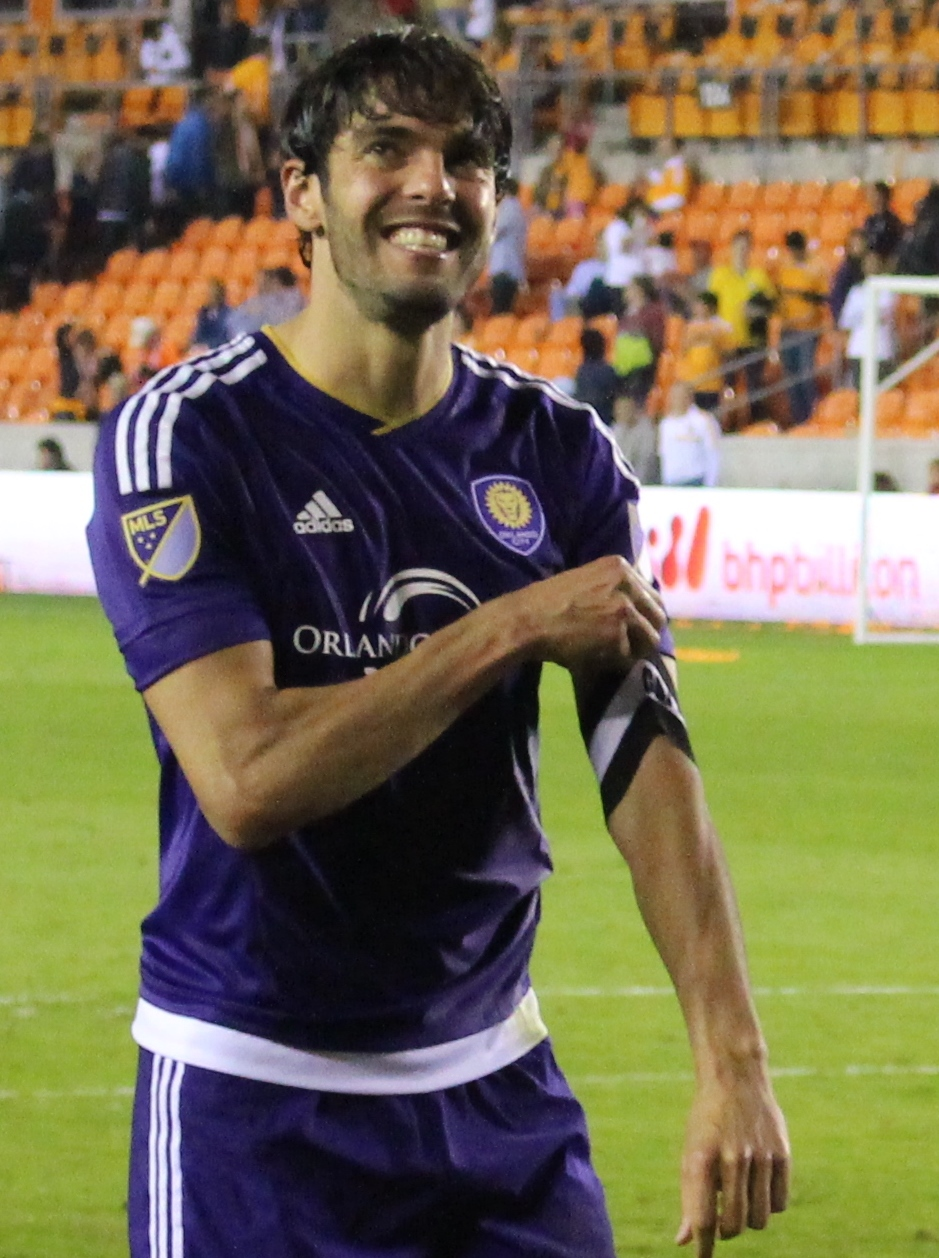
Kaká con la maglia dell'Orlando City nel 2015.

Il 1º luglio 2014 Kaká ha firmato un contratto pluriennale come Designated Player con l'Orlando City, nuova franchigia della MLS. In attesa dell'inizio della stagione di debutto nella MLS 2015 della squadra della Florida, il 4 luglio viene prestato fino al 31 dicembre al San Paolo. Nei sei mesi con la squadra brasiliana Kaká ha totalizzato 24 presenze segnando 3 reti tra Série A e Coppa Sudamericana.
Al suo ritorno negli Stati Uniti dopo il termine del periodo in prestito in Brasile Kaká è stato nominato capitano dell'Orlando City. Ha esordito in partite ufficiali con la maglia della squadra statunitense durante la prima giornata della Major League Soccer 2015, l'8 marzo 2015, affrontando il New York City. La partita è finita in parità (1-1) grazie ad un suo gol segnato su calcio di punizione nei minuti di recupero. Successivamente il giocatore brasiliano è andato in rete anche nella sua partita di esordio in US Open Cup, negli ottavi di finale contro Columbus Crew (2-0 il risultato finale). Dopo 79 presenze e 26 gol segnati con l'Orlando, il 16 ottobre 2017 ha deciso di lasciare definitivamente la squadra.
Il 17 dicembre 2017, a 35 anni, ha comunicato il proprio ritiro definitivo dall'attività agonistica.

### Nazionale
Kaká ha esordito con la nazionale brasiliana il 31 gennaio 2002, convocato dal CT Luiz Felipe Scolari, in Brasile-Bolivia (6-0). In maglia verdeoro ha disputato 83 partite e segnato 28 reti. A queste se ne aggiungono 5 con 4 gol nell'Under-23 e 5 partite con una rete nel campionato del mondo Under-20 del 2001. Nel 2003 ha partecipato alla Gold Cup, dove è stato capitano della selezione brasiliana e ha disputato 5 partite e segnato 3 reti.

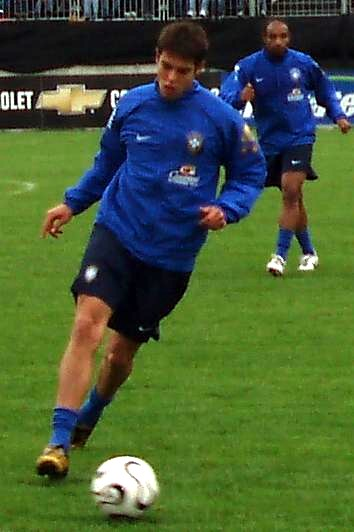
Kaká in allenamento con il Brasile prima del.

Ha vinto il campionato del mondo del 2002, giocando solo uno spezzone di Costa Rica-Brasile 2-5, ultima partita della fase a gironi, nella quale ha sostituito Rivaldo al 72º minuto di gioco. Nella prima partita del Brasile ai campionato del mondo del 2006 Kaká ha segnato un gol con un pregevole tiro dalla distanza, rete che ha permesso ai brasiliani di battere la Croazia. Il Brasile è stato eliminato ai quarti di finale dalla Francia.
Il 3 settembre 2006 si è esibito in un'altra giocata di alto livello tecnico nell'amichevole Argentina-Brasile, partita in cui è stato autore di due assist ed ha segnato uno dei gol più belli della propria carriera: dopo aver rubato la palla a Lionel Messi, è partito palla al piede in prossimità del cerchio di centrocampo, si è involato verso l'area argentina, vanamente inseguito dallo stesso Messi, e ha infine depositato il pallone in rete con un preciso rasoterra dopo aver dribblato Gabriel Milito.
Nel giugno 2007 ha inviato una lettera alla Federcalcio brasiliana chiedendo ed ottenendo di non essere convocato dal CT Dunga per la Copa América 2007 svoltasi in Venezuela. Ha giustificato questa richiesta con la necessità di prendere un periodo di riposo, giacché nelle ultime tre stagioni era stato costantemente impegnato con la nazionale e il Milan.
Il 17 ottobre 2007, dopo sette anni di assenza, il Brasile è ritornato a giocare al Maracanã battendo per 5-0 l'Ecuador, con Kaká autore di una doppietta. Il 15 ottobre 2008, prima della partita di qualificazione ai campionato del mondo del 2010 Brasile-Colombia, Kaká ha lasciato il calco dei propri piedi nella Hall of Fame del Maracanã.

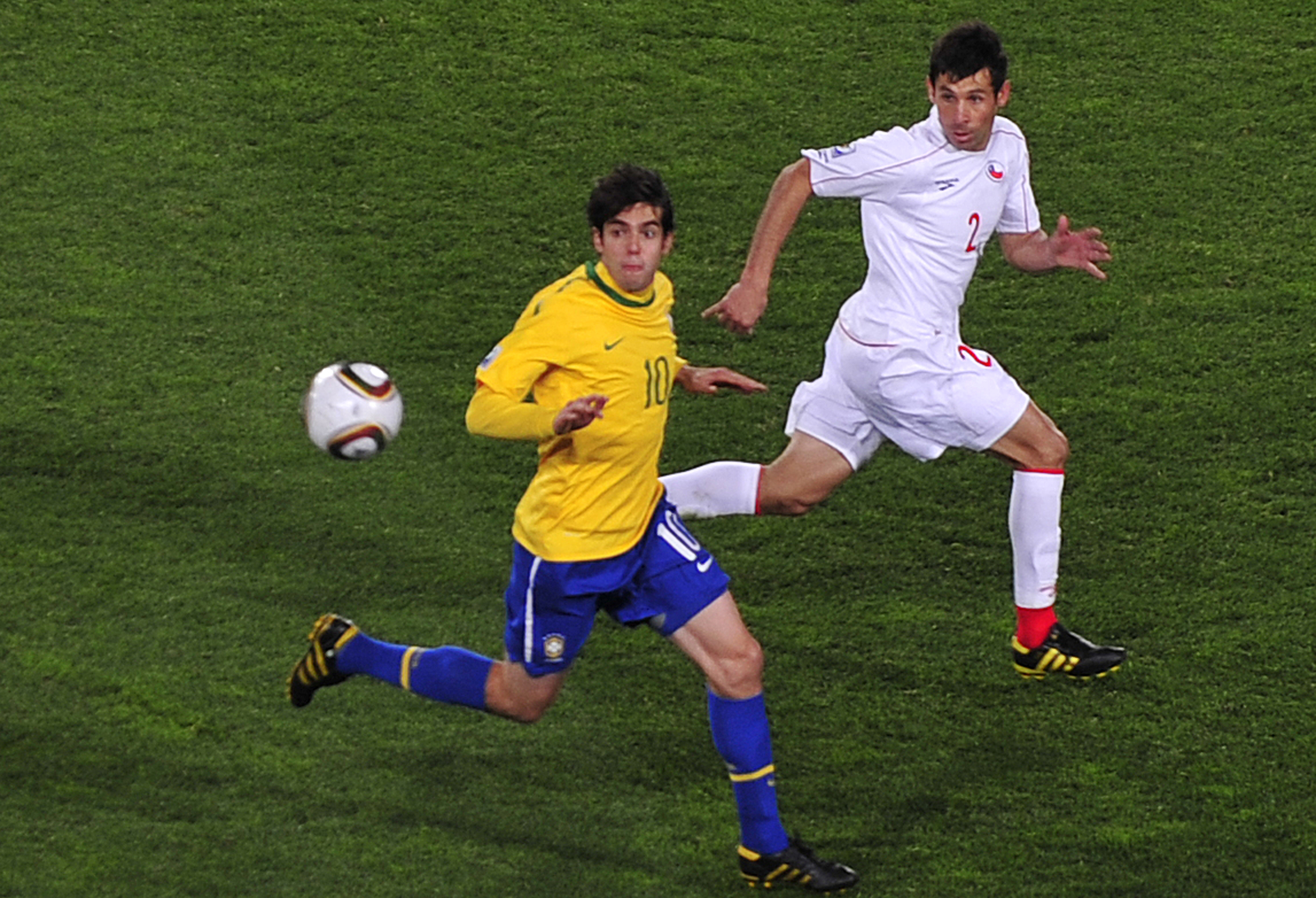
Kaká in azione durante Brasile-Cile del campionato del mondo 2010.

Nel giugno 2009 ha contribuito al successo della propria nazionale nella Confederations Cup segnando due gol, entrambi nella prima partita della fase a gironi contro l'Egitto vinta per 4-3. Nella finale del 28 giugno 2009 contro gli Stati Uniti è stato scelto come uomo-partita e al termine di tale competizione è stato premiato dalla FIFA quale migliore giocatore del torneo.
Convocato da Dunga per la fase finale del campionato del mondo del 2010 in Sudafrica, ha disputato tutte le partite della Seleção, eliminata ai quarti di finale dai Paesi Bassi, eccezion fatta per Brasile-Portogallo, saltata per squalifica a seguito dell'espulsione subita nella partita precedente contro la Costa d'Avorio. Durante la manifestazione Kaká ha sofferto di un problema al ginocchio per il quale è successivamente stato operato, potendo comunque giocare grazie a delle infiltrazioni.
Dopo due anni di assenza dalla nazionale, è stato convocato da Mano Menezes per l'amichevole dell'11 ottobre 2012 a Malmö contro l'Iraq, e ha contribuito al terzo gol nel 6-0 per il Brasile. Dopo essere stato escluso dalla lista dei 23 giocatori per il campionato del mondo di Brasile 2014, il 3 ottobre 2014 ha ricevuto la convocazione da parte di Dunga in sostituzione del centrocampista Ricardo Goulart per le amichevoli contro l'Argentina e il Giappone.
A un anno di distanza dall'ultima chiamata in nazionale, il 12 agosto 2015 Kaká è stato convocato a sorpresa per le amichevoli di settembre contro Costa Rica e Stati Uniti. Nell'ottobre seguente Dunga ha convocato nuovamente Kaká per le qualificazioni al campionato del mondo 2018 contro Cile e Venezuela (8 e 13 ottobre) in sostituzione di Philippe Coutinho, che, infortunatosi, era stato costretto a rinunciare alla convocazione.
È stato convocato per la Copa América Centenario negli Stati Uniti nel 2016 in sostituzione dell'infortunato Douglas Costa, a sei anni di distanza dall'ultimo torneo disputato, il campionato del mondo del 2010, ma a seguito di un infortunio è stato sostituito anch'egli con Ganso.

## Statistiche
Tra club, nazionale maggiore e nazionali giovanili, Kaká ha giocato globalmente 737 partite segnando 243 reti, con una media di 0,32 gol a partita.

### Presenze e reti nel club
| Stagione            | Squadra             | Campionato          | Campionato | Campionato | Coppe nazionali | Coppe nazionali | Coppe nazionali | Coppe continentali | Coppe continentali | Coppe continentali | Altre coppe | Altre coppe | Altre coppe | Totale | Totale |
| Stagione            | Squadra             | Comp                | Pres       | Reti       | Comp            | Pres            | Reti            | Comp               | Pres               | Reti               | Comp        | Pres        | Reti        | Pres   | Reti   |
| ------------------- | ------------------- | ------------------- | ---------- | ---------- | --------------- | --------------- | --------------- | ------------------ | ------------------ | ------------------ | ----------- | ----------- | ----------- | ------ | ------ |
| 2001                | San Paolo           | A1/SP+A             | 11+27      | 2+12       | CB              | 7               | 1               | CM                 | 5                  | 0                  | RSP+CC      | 5+3         | 2+1         | 58     | 18     |
| 2002                | San Paolo           | SCP+A               | 0+22       | 0+9        | CB              | 9               | 6               | -                  | -                  | -                  | RSP+CC      | 16+2        | 7+0         | 49     | 22     |
| gen.-ago. 2003      | San Paolo           | A1/SP+A             | 7+10       | 5+2        | CB              | 5               | 0               | -                  | -                  | -                  | -           | -           | -           | 22     | 7      |
| 2003-2004           | Milan               | A                   | 30         | 10         | CI              | 4               | 0               | UCL                | 10                 | 4                  | SU+CInt     | 0+1         | 0           | 45     | 14     |
| 2004-2005           | Milan               | A                   | 36         | 7          | CI              | 1               | 0               | UCL                | 13                 | 2                  | SI          | 1           | 0           | 51     | 9      |
| 2005-2006           | Milan               | A                   | 35         | 14         | CI              | 2               | 0               | UCL                | 12                 | 5                  | -           | -           | -           | 49     | 19     |
| 2006-2007           | Milan               | A                   | 31         | 8          | CI              | 2               | 0               | UCL                | 15                 | 10                 | -           | -           | -           | 48     | 18     |
| 2007-2008           | Milan               | A                   | 30         | 15         | CI              | 0               | 0               | UCL                | 8                  | 2                  | SU+Cmc      | 1+2         | 1+1         | 41     | 19     |
| 2008-2009           | Milan               | A                   | 31         | 16         | CI              | 1               | 0               | CU                 | 4                  | 0                  | -           | -           | -           | 36     | 16     |
| 2009-2010           | Real Madrid         | PD                  | 25         | 8          | CR              | 1               | 0               | UCL                | 7                  | 1                  | -           | -           | -           | 33     | 9      |
| 2010-2011           | Real Madrid         | PD                  | 14         | 7          | CR              | 3               | 0               | UCL                | 3                  | 0                  | -           | -           | -           | 20     | 7      |
| 2011-2012           | Real Madrid         | PD                  | 27         | 5          | CR              | 4               | 0               | UCL                | 8                  | 3                  | SS          | 1           | 0           | 40     | 8      |
| 2012-2013           | Real Madrid         | PD                  | 19         | 3          | CR              | 2               | 1               | UCL                | 6                  | 1                  | SS          | 0           | 0           | 27     | 5      |
| Totale Real Madrid  | Totale Real Madrid  | Totale Real Madrid  | 85         | 23         |                 | 10              | 1               |                    | 24                 | 5                  |             | 1           | 0           | 120    | 29     |
| 2013-2014           | Milan               | A                   | 30         | 7          | CI              | 1               | 0               | UCL                | 6                  | 2                  | -           | -           | -           | 37     | 9      |
| Totale Milan        | Totale Milan        | Totale Milan        | 223        | 77         |                 | 11              | 0               |                    | 68                 | 25                 |             | 5           | 2           | 307    | 104    |
| giu.-dic. 2014      | San Paolo           | A1/SP+A             | 0+19       | 0+2        | CB              | 0               | 0               | CS                 | 5                  | 1                  | -           | -           | -           | 24     | 3      |
| Totale San Paolo    | Totale San Paolo    | Totale San Paolo    | 18+78      | 7+25       |                 | 21              | 7               |                    | 10                 | 1                  |             | 26          | 10          | 153    | 50     |
| 2015                | Orlando City        | MLS                 | 28         | 9          | USOC            | 3               | 2               | -                  | -                  | -                  | -           | -           | -           | 31     | 11     |
| 2016                | Orlando City        | MLS                 | 24         | 9          | USOC            | -               | -               | -                  | -                  | -                  | -           | -           | -           | 24     | 9      |
| 2017                | Orlando City        | MLS                 | 23         | 6          | USOC            | 1               | 0               | -                  | -                  | -                  | -           | -           | -           | 24     | 6      |
| Totale Orlando City | Totale Orlando City | Totale Orlando City | 75         | 24         |                 | 4               | 2               |                    | -                  | -                  |             | -           | -           | 79     | 26     |
| Totale carriera     | Totale carriera     | Totale carriera     | 479        | 156        |                 | 46              | 10              |                    | 102                | 31                 |             | 32          | 12          | 659    | 209    |

### Cronologia presenze e reti in nazionale
| Cronologia completa delle presenze e delle reti in nazionale ― Brasile | Cronologia completa delle presenze e delle reti in nazionale ― Brasile | Cronologia completa delle presenze e delle reti in nazionale ― Brasile | Cronologia completa delle presenze e delle reti in nazionale ― Brasile | Cronologia completa delle presenze e delle reti in nazionale ― Brasile | Cronologia completa delle presenze e delle reti in nazionale ― Brasile | Cronologia completa delle presenze e delle reti in nazionale ― Brasile | Cronologia completa delle presenze e delle reti in nazionale ― Brasile |
| Data                                                                   | Città                                                                  | In casa                                                                | Risultato                                                              | Ospiti                                                                 | Competizione                                                           | Reti                                                                   | Note                                                                   |
| ---------------------------------------------------------------------- | ---------------------------------------------------------------------- | ---------------------------------------------------------------------- | ---------------------------------------------------------------------- | ---------------------------------------------------------------------- | ---------------------------------------------------------------------- | ---------------------------------------------------------------------- | ---------------------------------------------------------------------- |
| 31-1-2002                                                              | Goiânia                                                                | Brasile                                                                | 6 – 0                                                                  | Bolivia                                                                | Amichevole                                                             | -                                                                      | 69’ 75’                                                                |
| 7-3-2002                                                               | Cuiabá                                                                 | Brasile                                                                | 6 – 1                                                                  | Islanda                                                                | Amichevole                                                             | 1                                                                      |                                                                        |
| 25-5-2002                                                              | Kuala Lumpur                                                           | Malaysia                                                               | 0 – 4                                                                  | Brasile                                                                | Amichevole                                                             | -                                                                      | 61’                                                                    |
| 13-6-2002                                                              | Suwon                                                                  | Costa Rica                                                             | 2 – 5                                                                  | Brasile                                                                | Mondiali 2002 - 1º turno                                               | -                                                                      | 72’                                                                    |
| 21-8-2002                                                              | Fortaleza                                                              | Brasile                                                                | 0 – 1                                                                  | Paraguay                                                               | Amichevole                                                             | -                                                                      | 46’                                                                    |
| 13-7-2003                                                              | Città del Messico                                                      | Messico                                                                | 1 – 0                                                                  | Brasile                                                                | Gold Cup 2003 - 1º turno                                               | -                                                                      | Cap.                                                                   |
| 15-7-2003                                                              | Città del Messico                                                      | Honduras                                                               | 1 – 2                                                                  | Brasile                                                                | Gold Cup 2003 - 1º turno                                               | -                                                                      | Cap.                                                                   |
| 19-7-2003                                                              | Miami                                                                  | Colombia                                                               | 0 – 2                                                                  | Brasile                                                                | Gold Cup 2003 - Quarti di finale                                       | 2                                                                      | Cap.                                                                   |
| 23-7-2003                                                              | Miami                                                                  | Stati Uniti                                                            | 1 – 2 gg                                                               | Brasile                                                                | Gold Cup 2003 - Semifinale                                             | 1                                                                      | Cap.                                                                   |
| 27-7-2003                                                              | Città del Messico                                                      | Brasile                                                                | 0 – 1 gg                                                               | Messico                                                                | Gold Cup 2003 - Finale                                                 | -                                                                      | Cap. 97’                                                               |
| 7-9-2003                                                               | Barranquilla                                                           | Colombia                                                               | 1 – 2                                                                  | Brasile                                                                | Qual. Mondiali 2006                                                    | 1                                                                      | 60’                                                                    |
| 10-9-2003                                                              | Manaus                                                                 | Brasile                                                                | 1 – 0                                                                  | Ecuador                                                                | Qual. Mondiali 2006                                                    | -                                                                      | 68’                                                                    |
| 12-10-2003                                                             | Leicester                                                              | Giamaica                                                               | 0 – 1                                                                  | Brasile                                                                | Amichevole                                                             | -                                                                      | 68’                                                                    |
| 16-11-2003                                                             | Lima                                                                   | Perù                                                                   | 1 – 1                                                                  | Brasile                                                                | Qual. Mondiali 2006                                                    | -                                                                      | 74’                                                                    |
| 19-11-2003                                                             | Curitiba                                                               | Brasile                                                                | 3 – 3                                                                  | Uruguay                                                                | Qual. Mondiali 2006                                                    | 1                                                                      | 72’                                                                    |
| 18-2-2004                                                              | Dublino                                                                | Irlanda                                                                | 0 – 0                                                                  | Brasile                                                                | Amichevole                                                             | -                                                                      |                                                                        |
| 31-3-2004                                                              | Asunción                                                               | Paraguay                                                               | 0 – 0                                                                  | Brasile                                                                | Qual. Mondiali 2006                                                    | -                                                                      |                                                                        |
| 28-4-2004                                                              | Budapest                                                               | Ungheria                                                               | 1 – 4                                                                  | Brasile                                                                | Amichevole                                                             | 1                                                                      | 60’                                                                    |
| 20-5-2004                                                              | Saint-Denis                                                            | Francia                                                                | 0 – 0                                                                  | Brasile                                                                | Amichevole                                                             | -                                                                      | 46’                                                                    |
| 2-6-2004                                                               | Belo Horizonte                                                         | Brasile                                                                | 3 – 1                                                                  | Argentina                                                              | Qual. Mondiali 2006                                                    | -                                                                      | 45’ 74’                                                                |
| 6-6-2004                                                               | Santiago del Cile                                                      | Cile                                                                   | 1 – 1                                                                  | Brasile                                                                | Qual. Mondiali 2006                                                    | -                                                                      | 72’                                                                    |
| 9-10-2004                                                              | Maracaibo                                                              | Venezuela                                                              | 2 – 5                                                                  | Brasile                                                                | Qual. Mondiali 2006                                                    | 2                                                                      | 10’ 68’                                                                |
| 17-11-2004                                                             | Quito                                                                  | Ecuador                                                                | 1 – 0                                                                  | Brasile                                                                | Qual. Mondiali 2006                                                    | -                                                                      | 80’                                                                    |
| 27-3-2005                                                              | Goiânia                                                                | Brasile                                                                | 1 – 0                                                                  | Perù                                                                   | Qual. Mondiali 2006                                                    | 1                                                                      | 83’                                                                    |
| 30-3-2005                                                              | Montevideo                                                             | Uruguay                                                                | 1 – 1                                                                  | Brasile                                                                | Qual. Mondiali 2006                                                    | -                                                                      |                                                                        |
| 5-6-2005                                                               | Porto Alegre                                                           | Brasile                                                                | 4 – 1                                                                  | Paraguay                                                               | Qual. Mondiali 2006                                                    | -                                                                      |                                                                        |
| 8-6-2005                                                               | Buenos Aires                                                           | Argentina                                                              | 3 – 1                                                                  | Brasile                                                                | Qual. Mondiali 2006                                                    | -                                                                      |                                                                        |
| 16-6-2005                                                              | Lipsia                                                                 | Brasile                                                                | 3 – 0                                                                  | Grecia                                                                 | Conf. Cup 2005 - 1º turno                                              | -                                                                      | 77’                                                                    |
| 19-6-2005                                                              | Hannover                                                               | Messico                                                                | 1 – 0                                                                  | Brasile                                                                | Conf. Cup 2005 - 1º turno                                              | -                                                                      | 76’                                                                    |
| 22-6-2005                                                              | Colonia                                                                | Giappone                                                               | 2 – 2                                                                  | Brasile                                                                | Conf. Cup 2005 - 1º turno                                              | -                                                                      | 62’                                                                    |
| 25-6-2005                                                              | Norimberga                                                             | Germania                                                               | 2 – 3                                                                  | Brasile                                                                | Conf. Cup 2005 - Semifinale                                            | -                                                                      | 78’                                                                    |
| 29-6-2005                                                              | Francoforte sul Meno                                                   | Brasile                                                                | 4 – 1                                                                  | Argentina                                                              | Conf. Cup 2005 - Finale                                                | 1                                                                      | 86’                                                                    |
| 17-8-2005                                                              | Spalato                                                                | Croazia                                                                | 1 – 1                                                                  | Brasile                                                                | Amichevole                                                             | -                                                                      | 46’                                                                    |
| 4-9-2005                                                               | Brasilia                                                               | Brasile                                                                | 5 – 0                                                                  | Cile                                                                   | Qual. Mondiali 2006                                                    | -                                                                      |                                                                        |
| 12-10-2005                                                             | Belém                                                                  | Brasile                                                                | 3 – 0                                                                  | Venezuela                                                              | Qual. Mondiali 2006                                                    | -                                                                      |                                                                        |
| 12-11-2005                                                             | Abu Dhabi                                                              | Emirati Arabi Uniti                                                    | 0 – 8                                                                  | Brasile                                                                | Amichevole                                                             | 1                                                                      |                                                                        |
| 1-3-2006                                                               | Mosca                                                                  | Russia                                                                 | 0 – 1                                                                  | Brasile                                                                | Amichevole                                                             | -                                                                      | 73’                                                                    |
| 4-6-2006                                                               | Ginevra                                                                | Brasile                                                                | 4 – 0                                                                  | Nuova Zelanda                                                          | Amichevole                                                             | 1                                                                      |                                                                        |
| 13-6-2006                                                              | Berlino                                                                | Brasile                                                                | 1 – 0                                                                  | Croazia                                                                | Mondiali 2006 - 1º turno                                               | 1                                                                      |                                                                        |
| 18-6-2006                                                              | Monaco di Baviera                                                      | Brasile                                                                | 2 – 0                                                                  | Australia                                                              | Mondiali 2006 - 1º turno                                               | -                                                                      |                                                                        |
| 22-6-2006                                                              | Dortmund                                                               | Giappone                                                               | 1 – 4                                                                  | Brasile                                                                | Mondiali 2006 - 1º turno                                               | -                                                                      | 71’                                                                    |
| 27-6-2006                                                              | Dortmund                                                               | Brasile                                                                | 3 – 0                                                                  | Ghana                                                                  | Mondiali 2006 - Ottavi di finale                                       | -                                                                      | 83’                                                                    |
| 1-7-2006                                                               | Francoforte sul Meno                                                   | Brasile                                                                | 0 – 1                                                                  | Francia                                                                | Mondiali 2006 - Quarti di finale                                       | -                                                                      | 79’                                                                    |
| 3-9-2006                                                               | Londra                                                                 | Brasile                                                                | 3 – 0                                                                  | Argentina                                                              | Amichevole                                                             | 1                                                                      | 59’                                                                    |
| 5-9-2006                                                               | Londra                                                                 | Galles                                                                 | 0 – 2                                                                  | Brasile                                                                | Amichevole                                                             | -                                                                      | 72’                                                                    |
| 10-10-2006                                                             | Stoccolma                                                              | Brasile                                                                | 2 – 1                                                                  | Ecuador                                                                | Amichevole                                                             | 1                                                                      |                                                                        |
| 15-11-2006                                                             | Basilea                                                                | Svizzera                                                               | 1 – 2                                                                  | Brasile                                                                | Amichevole                                                             | 1                                                                      | Cap.                                                                   |
| 6-2-2007                                                               | Londra                                                                 | Brasile                                                                | 0 – 2                                                                  | Portogallo                                                             | Amichevole                                                             | -                                                                      |                                                                        |
| 24-3-2007                                                              | Göteborg                                                               | Cile                                                                   | 0 – 4                                                                  | Brasile                                                                | Amichevole                                                             | 1                                                                      | 78’                                                                    |
| 27-3-2007                                                              | Stoccolma                                                              | Ghana                                                                  | 0 – 1                                                                  | Brasile                                                                | Amichevole                                                             | -                                                                      | 70’                                                                    |
| 1-6-2007                                                               | Londra                                                                 | Inghilterra                                                            | 1 – 1                                                                  | Brasile                                                                | Amichevole                                                             | -                                                                      | 72’                                                                    |
| 5-6-2007                                                               | Dortmund                                                               | Turchia                                                                | 0 – 0                                                                  | Brasile                                                                | Amichevole                                                             | -                                                                      | 60’                                                                    |
| 22-8-2007                                                              | Montpellier                                                            | Brasile                                                                | 2 – 0                                                                  | Algeria                                                                | Amichevole                                                             | -                                                                      | 46’                                                                    |
| 9-9-2007                                                               | Chicago                                                                | Stati Uniti                                                            | 2 – 4                                                                  | Brasile                                                                | Amichevole                                                             | -                                                                      | 70’                                                                    |
| 12-9-2007                                                              | Foxborough                                                             | Messico                                                                | 1 – 3                                                                  | Brasile                                                                | Amichevole                                                             | 1                                                                      | 62’ 82’                                                                |
| 14-10-2007                                                             | Bogotà                                                                 | Colombia                                                               | 0 – 0                                                                  | Brasile                                                                | Qual. Mondiali 2010                                                    | -                                                                      | 32’ 85’                                                                |
| 17-10-2007                                                             | Rio de Janeiro                                                         | Brasile                                                                | 5 – 0                                                                  | Ecuador                                                                | Qual. Mondiali 2010                                                    | 2                                                                      | 88’                                                                    |
| 18-11-2007                                                             | Lima                                                                   | Perù                                                                   | 1 – 1                                                                  | Brasile                                                                | Qual. Mondiali 2010                                                    | 1                                                                      |                                                                        |
| 21-11-2007                                                             | San Paolo                                                              | Brasile                                                                | 2 – 1                                                                  | Uruguay                                                                | Qual. Mondiali 2010                                                    | -                                                                      |                                                                        |
| 12-10-2008                                                             | San Cristóbal                                                          | Venezuela                                                              | 0 – 4                                                                  | Brasile                                                                | Qual. Mondiali 2010                                                    | 1                                                                      | 71’                                                                    |
| 15-10-2008                                                             | Rio de Janeiro                                                         | Brasile                                                                | 0 – 0                                                                  | Colombia                                                               | Qual. Mondiali 2010                                                    | -                                                                      |                                                                        |
| 19-11-2008                                                             | Gama                                                                   | Brasile                                                                | 6 – 2                                                                  | Portogallo                                                             | Amichevole                                                             | -                                                                      |                                                                        |
| 1-4-2009                                                               | Porto Alegre                                                           | Brasile                                                                | 3 – 0                                                                  | Perù                                                                   | Qual. Mondiali 2010                                                    | -                                                                      |                                                                        |
| 6-6-2009                                                               | Montevideo                                                             | Uruguay                                                                | 0 – 4                                                                  | Brasile                                                                | Qual. Mondiali 2010                                                    | 1                                                                      | 85’                                                                    |
| 10-6-2009                                                              | Recife                                                                 | Brasile                                                                | 2 – 1                                                                  | Paraguay                                                               | Qual. Mondiali 2010                                                    | -                                                                      |                                                                        |
| 15-6-2009                                                              | Bloemfontein                                                           | Brasile                                                                | 4 – 3                                                                  | Egitto                                                                 | Conf. Cup 2009 - 1º turno                                              | 2                                                                      |                                                                        |
| 18-6-2009                                                              | Pretoria                                                               | Stati Uniti                                                            | 0 – 3                                                                  | Brasile                                                                | Conf. Cup 2009 - 1º turno                                              | -                                                                      | 69’                                                                    |
| 21-6-2009                                                              | Pretoria                                                               | Italia                                                                 | 0 – 3                                                                  | Brasile                                                                | Conf. Cup 2009 - 1º turno                                              | -                                                                      |                                                                        |
| 25-6-2009                                                              | Johannesburg                                                           | Brasile                                                                | 1 – 0                                                                  | Sudafrica                                                              | Conf. Cup 2009 - Semifinale                                            | -                                                                      |                                                                        |
| 28-6-2009                                                              | Johannesburg                                                           | Stati Uniti                                                            | 2 – 3                                                                  | Brasile                                                                | Conf. Cup 2009 - Finale                                                | -                                                                      | [ 148 ]                                                                |
| 12-8-2009                                                              | Tallinn                                                                | Estonia                                                                | 0 – 1                                                                  | Brasile                                                                | Amichevole                                                             | -                                                                      | 61’                                                                    |
| 5-9-2009                                                               | Rosario                                                                | Argentina                                                              | 1 – 3                                                                  | Brasile                                                                | Qual. Mondiali 2010                                                    | -                                                                      | 20’                                                                    |
| 14-10-2009                                                             | Campo Grande                                                           | Brasile                                                                | 0 – 0                                                                  | Venezuela                                                              | Qual. Mondiali 2010                                                    | -                                                                      |                                                                        |
| 14-11-2009                                                             | Doha                                                                   | Brasile                                                                | 1 – 0                                                                  | Inghilterra                                                            | Amichevole                                                             | -                                                                      | 81’                                                                    |
| 17-11-2009                                                             | Mascate                                                                | Oman                                                                   | 0 – 2                                                                  | Brasile                                                                | Amichevole                                                             | -                                                                      | 46’                                                                    |
| 2-3-2010                                                               | Londra                                                                 | Irlanda                                                                | 0 – 2                                                                  | Brasile                                                                | Amichevole                                                             | -                                                                      |                                                                        |
| 2-6-2010                                                               | Harare                                                                 | Zimbabwe                                                               | 0 – 3                                                                  | Brasile                                                                | Amichevole                                                             | -                                                                      | 46’                                                                    |
| 7-6-2010                                                               | Dar es Salaam                                                          | Tanzania                                                               | 1 – 5                                                                  | Brasile                                                                | Amichevole                                                             | 1                                                                      |                                                                        |
| 15-6-2010                                                              | Johannesburg                                                           | Brasile                                                                | 2 – 1                                                                  | Corea del Nord                                                         | Mondiali 2010 - 1º turno                                               | -                                                                      | 78’                                                                    |
| 20-6-2010                                                              | Johannesburg                                                           | Brasile                                                                | 3 – 1                                                                  | Costa d'Avorio                                                         | Mondiali 2010 - 1º turno                                               | -                                                                      | 85’, 88’                                                               |
| 28-6-2010                                                              | Johannesburg                                                           | Brasile                                                                | 3 – 0                                                                  | Cile                                                                   | Mondiali 2010 - Ottavi di finale                                       | -                                                                      | 31’ 81’                                                                |
| 2-7-2010                                                               | Port Elizabeth                                                         | Paesi Bassi                                                            | 2 – 1                                                                  | Brasile                                                                | Mondiali 2010 - Quarti di finale                                       | -                                                                      |                                                                        |
| 11-10-2012                                                             | Malmö                                                                  | Brasile                                                                | 6 – 0                                                                  | Iraq                                                                   | Amichevole                                                             | 1                                                                      | 72’                                                                    |
| 16-10-2012                                                             | Breslavia                                                              | Giappone                                                               | 0 – 4                                                                  | Brasile                                                                | Amichevole                                                             | 1                                                                      | 82’                                                                    |
| 14-11-2012                                                             | East Rutherford                                                        | Brasile                                                                | 1 – 1                                                                  | Colombia                                                               | Amichevole                                                             | -                                                                      | [ 149 ]                                                                |
| 21-3-2013                                                              | Ginevra                                                                | Italia                                                                 | 2 – 2                                                                  | Brasile                                                                | Amichevole                                                             | -                                                                      | 62’                                                                    |
| 25-3-2013                                                              | Londra                                                                 | Brasile                                                                | 1 – 1                                                                  | Russia                                                                 | Amichevole                                                             | -                                                                      | 78’                                                                    |
| 11-10-2014                                                             | Pechino                                                                | Brasile                                                                | 2 – 0                                                                  | Argentina                                                              | Amichevole                                                             | -                                                                      | 82’                                                                    |
| 14-10-2014                                                             | Singapore                                                              | Giappone                                                               | 0 – 4                                                                  | Brasile                                                                | Amichevole                                                             | -                                                                      | 76’                                                                    |
| 5-9-2015                                                               | Harrison                                                               | Brasile                                                                | 1 – 0                                                                  | Costa Rica                                                             | Amichevole                                                             | -                                                                      | 67’                                                                    |
| 30-5-2016                                                              | Denver                                                                 | Panama                                                                 | 0 – 2                                                                  | Brasile                                                                | Amichevole                                                             | -                                                                      | 81’                                                                    |
| Totale                                                                 |                                                                        | Presenze (15º posto)                                                   | 90                                                                     |                                                                        | Reti (12º posto)                                                       | 29                                                                     |                                                                        |

## Palmarès

### Club

#### Competizioni statali
- Torneo Rio-San Paolo: 1

San Paolo: 2001
- Supercampeonato Paulista: 1

San Paolo: 2002

#### Competizioni nazionali
- Campionato italiano: 1

Milan: 2003-2004
- Supercoppa italiana: 1

Milan: 2004
- Coppa di Spagna: 1

Real Madrid: 2010-2011
- Campionato spagnolo: 1

Real Madrid: 2011-2012
- Supercoppa di Spagna: 1

Real Madrid: 2012

#### Competizioni internazionali
- Supercoppa UEFA: 2

Milan: 2003, 2007
- UEFA Champions League: 1

Milan: 2006-2007
- Coppa del mondo per club: 1

Milan: 2007

### Nazionale
- Campionato mondiale: 1

Corea del Sud-Giappone 2002
- Confederations Cup: 2

Germania 2005, Sudafrica 2009

### Individuale
- Bola de Ouro: 1

2002
- Bola de Prata: 1

2002
- Oscar del calcio AIC: 5

Miglior straniero: 2004, 2006, 2007
Migliore assoluto: 2004, 2007
- UEFA Club Football Awards: 2

Miglior centrocampista: 2004-2005
Miglior attaccante: 2006-2007
- UEFA Club Footballer of the Year: 1

2006-2007
- Pallone d'argento: 1

2006-2007
- FIFPro World XI: 3

2006, 2007, 2008
- Squadra dell'anno UEFA: 3

2006, 2007, 2009
- Capocannoniere della Champions League: 1

2006-2007 (10 gol)
- Pallone d'oro: 1

2007
- Miglior costruttore di gioco dell'anno IFFHS: 1

2007
- Golden Ball come miglior giocatore della Coppa del mondo per club: 1

2007
- FIFA World Player: 1

2007
- Onze d'or: 1

2007
- Miglior giocatore della Confederations Cup: 1

Sudafrica 2009
- Miglior assist-man del Campionato mondiale di calcio: 1

2010 (3 assist a pari merito con Thomas Müller, Mesut Özil, Bastian Schweinsteiger e Dirk Kuyt)